# يو إس إس ميزوري (بي بي-63)

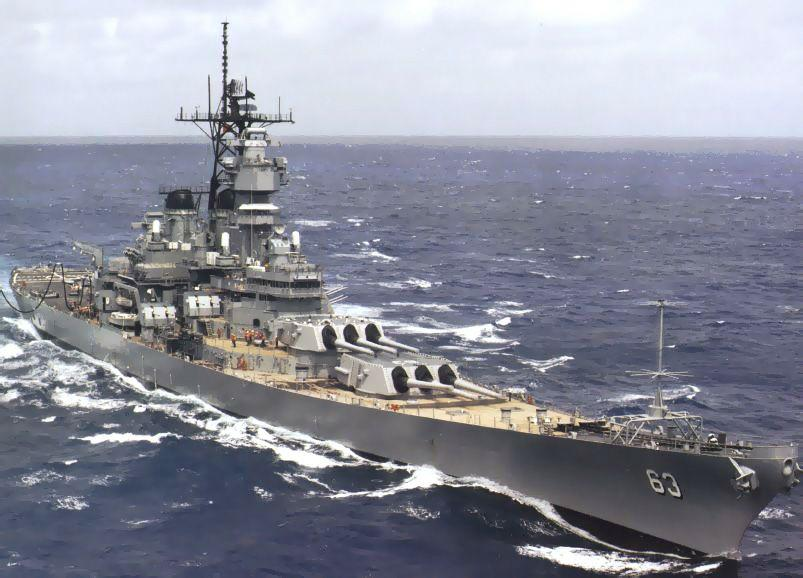
سفينة يو إس إس ميسوري في عقد 1980

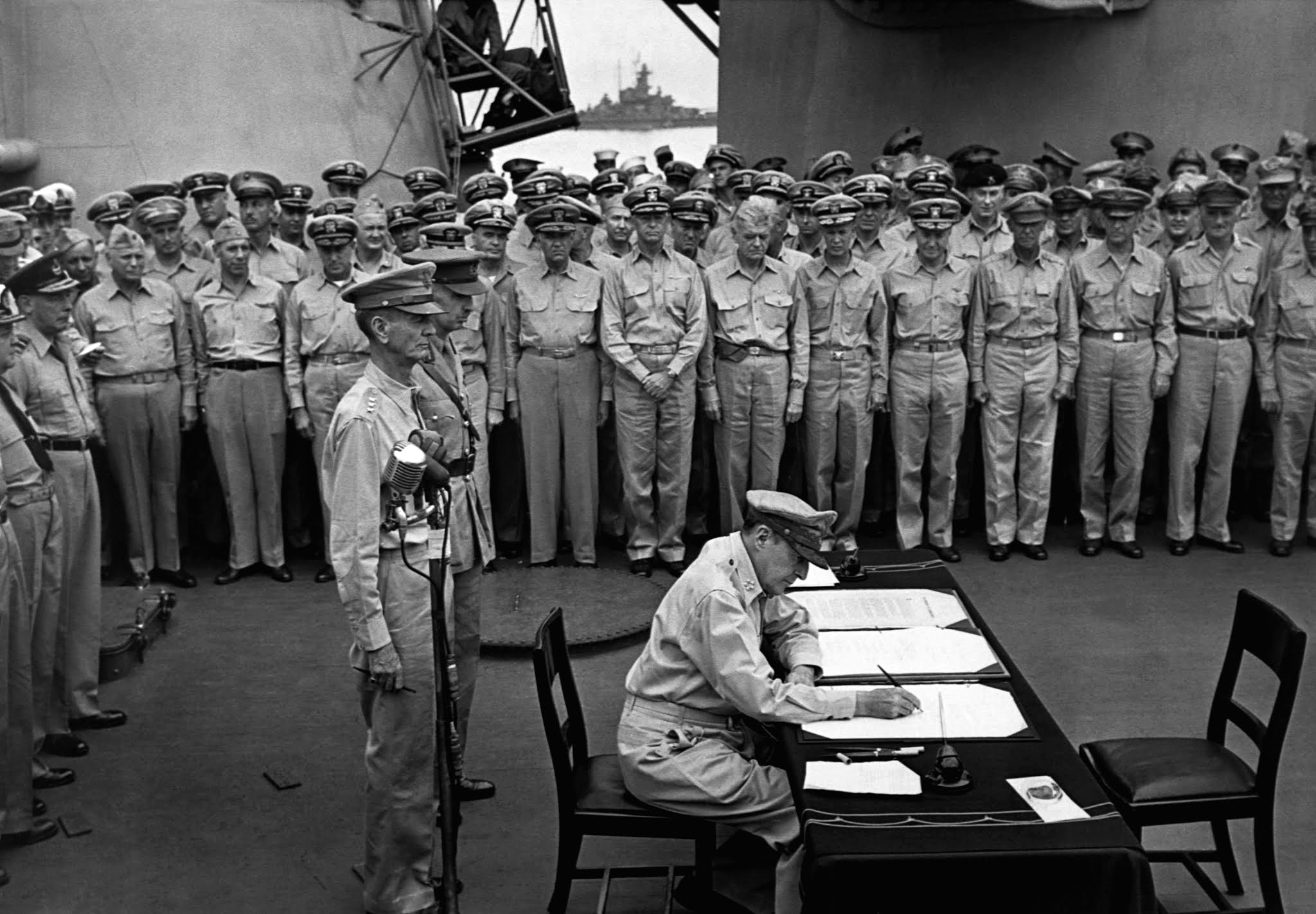
القيادة البحرية الأمريكية وقعت في سفينة يو إس إس ميسوري بتاريخ 2 سبتمبر 1945 بمناسبة استسلام اليابان

سفينة يو إس إس ميسوري (بي بي-63) (بالإنجليزية: USS Missouri BB-63)‏ ، ويلقب «بيغ مو» أو «مايتي مو»، وهي سفينة عسكرية أمريكية بدأت تصديرها إلى البحرية الأمريكية بتاريخ 12 يونيو 1940، وأنهت استخدامها بتاريخ 31 مارس عام 1992م.
وكانت سفينة يو إس إس ميسوري استخدمت في الحرب العالمية الثانية ضد الإمبراطورية اليابانية بعد حادثة بيرل هاربور الشهيرة.

## وصلات خارجية
- Battleship Missouri Memorial museum website
- Photo gallery
- HNSA Ship Page: USS Missouri
- navsource.org: USS Missouri
- hazegray.org: USS Missouri
- nvr.navy.mil: USS Missouri
- navysite.de: USS Missouri